# تسیله
تسیله (به چکی: Cejle) یک منطقهٔ مسکونی در جمهوری چک است که در ناحیه ییهلاوا واقع شده‌است. تسیله ۱۲٫۷۱ کیلومتر مربع مساحت و ۴۹۲ نفر جمعیت دارد و ۵۴۶ متر بالاتر از سطح دریا واقع شده‌است.